# 帕乔尼
帕乔尼，是匈牙利沃什州所辖的一个村，总面积10.01平方公里，总人口276，人口密度27.6人/平方公里（2010年1月1日）。